# Tomasz Makowski
Tomasz Artur Makowski  (* 1970) je knihovník a historik, ředitel Polské národní knihovny, předseda Národní knihovnické rady, předseda Národního komitétu pro ochranu knihovních fondů a předseda Komitétu pro digitalizaci při Ministerstvu kultury a národního kulturního dědictví.

## Životopis
Makowski pracuje v polské Národní knihovně od roku 1994. Předtím, než byl jmenován ředitelem v roce 2007, byl náměstkem ředitele a také vedoucím Oddělení speciálních fondů.
Je členem řady polských a mezinárodních organizací a institucí, mezi jiné Evropské knihovny, polské komise pro program UNESCO Paměť světa, Archivní rady při Národním archivu Polské republiky, rady programové Institutu knihy v Krakově, rady programové Institutu Fryderyka Chopina ve Varšavě, redakční rady „Polish Libraries Today”, rady Národního muzea v Krakově, rady Muzea literatury ve Varšavě a rady Muzea Lazienki ve Varšavě.
V roce 2005 byl kurátorem výstavy o Knihovně Zamoyských (Biblioteka Ordynacji Zamojskiej) (2005). Pracuje jako odborný asistent na Univerzitě kardinála Stefana Wyszynského ve Varšavě. Je autorem tří knížek a řady článků. Zaměřuje se na dějiny knihoven a studie o rukopisech.